# Rutilquarz

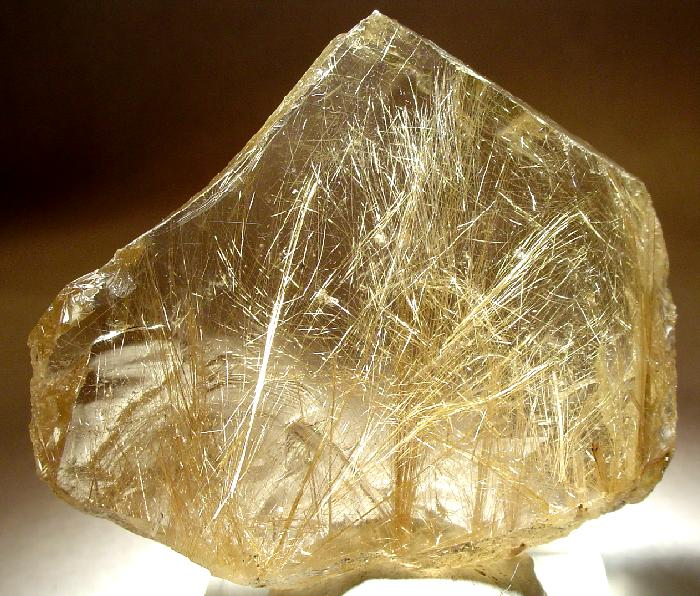
Rutilquarz (Breite ca. 7 cm; Fundort Bahia, Brasilien)

Rutilquarz ist eine Varietät des Minerals Quarz, das eingeschlossene Rutilnadeln enthält. Es wird häufig zu Schmucksteinen verarbeitet.